# 索梅斯赫瓦尔
索梅斯赫瓦尔（Someshwar），是印度卡纳塔克邦Dakshina Kannada县的一个城镇。总人口20098（2001年）。

## 人口
该地2001年总人口20098人，其中男性9963人，女性10135人；0—6岁人口2212人，其中男1137人，女1075人；识字率80.79%，其中男性为84.99%，女性为76.67%。